# Jethro Coffin House
Das Jethro Coffin House (auch Oldest House) ist ein historisches Wohnhaus auf der Insel Nantucket im Bundesstaat Massachusetts der Vereinigten Staaten. Es wurde 1968 als National Historic Landmark in das National Register of Historic Places eingetragen und wird heute von der Nantucket Historical Association als Museum betrieben.

## Architektur
Das Haus wurde als sog. Saltbox errichtet und verfügt über eineinhalb Stockwerke, die um einen zentralen Kamin herum aufgebaut sind. Das Dach ist mit Holzschindeln gedeckt, die ebenso als äußere Wandverkleidung dienen. Auf dem Kamin bilden hervorstehende Ziegelsteine eine ungewöhnliche Form, deren genaue Bedeutung bis heute unklar ist. Jethro Coffin war Schmied von Beruf, und so könnte es sich um ein Hufeisen handeln; dies hätte man aber nicht mit der Öffnung nach unten platziert, da dies dem Aberglauben nach Unglück bringt. Es könnte daher auch ein Schutztalisman gegen in den Kamin eindringende Hexen sein. Ebenso ist denkbar, dass es sich um einen jakobinischen Kaminbogen in provinzieller Ausführung handelt.

## Geschichte
Das Gebäude steht auf einer als Sunset Hill bekannten Erhebung nordwestlich des Stadtzentrums. Das Haus wurde höchstwahrscheinlich als Hochzeitsgeschenk für Jethro und Mary Coffin (geb. Gardner) um 1686 errichtet. Die dazu erforderlichen Baumaterialien stammten aus Exeter in New Hampshire, wo Jethros Vater Wälder und ein Sägewerk besaß. 1708 verkauften die Coffins das Haus an die Paddock-Familie, in deren Eigentum es bis 1840 blieb. Die Aufzeichnungen sind ab hier lückenhaft, bis es 1881 der aus Poughkeepsie in New York stammende Tristram Coffin kaufte, der ein direkter Nachfahre von Jethro Coffin war. Er ließ Reparaturen durchführen und das Dach erneuern. 1923 erwarb die Nantucket Historical Association das Haus und nahm 1927 eine vollständige Rekonstruktion vor.

## Historische Bedeutung
Das Haus zählt zu den am besten erhaltenen Saltbox-Häusern aus dem 17. Jahrhundert in ganz Neuengland und ist das einzige seiner Art auf Nantucket. Speziell für Nantucket ist es untypisch, dass es nie versetzt wurde und noch heute an seinem ursprünglichen Bauplatz steht. Obwohl es aufgrund der umfangreichen Rekonstruktionsarbeiten 1927 erhebliche bauliche Veränderungen erfuhr und damit heute kaum noch seinem Original – weder im Hinblick auf das Baumaterial noch auf das Design – entspricht, dient es heute als Lehrbuch-Beispiel für das Aussehen einer Saltbox.